# توبه تک سینگ
توبا تک سینگ (به انگلیسی: توبه تک سینگ) یک شهر در پاکستان است که در ناحیه توبه تک سینگ واقع شده‌است. توبا تک سینگ ۳٬۲۵۲ کیلومتر مربع مساحت و ۲۸۴٬۷۹۷ نفر جمعیت دارد و ۱۴۹ متر بالاتر از سطح دریا واقع شده‌است.